# Caio Cláudio Regilense
Caio Cláudio Regilense (em latim: Gaius Claudius Regilllensis) foi um político da gente Cláudia da República Romana, nomeado ditador em 337 a.C..

## Ditadura (337 a.C.)
Eleitos os cônsules de 337 a.C., Públio Élio Peto e Caio Sulpício Longo, irrompeu uma guerra entre sidicínios e auruncos, estes últimos aliados de Roma. O Senado deliberou por intervir para ajudar os auruncos, mas por conta de diferenças entre os dois cônsules romanos, a cidade dos auruncos foi abandonada e seus habitantes fugiram para Sessa Aurunca. Irritado pela falta de decisão dos cônsules e sua inabilidade de levar adiante a guerra, o Senado nomeou como ditador Caio Cláudio Regilense, que escolheu Caio Cláudio Ortador como seu mestre da cavalaria (magister equitum).
Contudo, quando os áugures determinaram que a nomeação havia sido irregular, ambos renunciaram ao cargo.